# تجمع بدو بين الجيلان (المكلا)

تعديل مصدري - تعديل

تجمع بدو بين الجيلان هي إحدى قرى عزلة المكلا بمديرية المكلا التابعة لمحافظة حضرموت، بلغ تعداد سكانها 131 نسمة حسب تعداد اليمن لعام 2004.